# Stenetrium bartholomei
Stenetrium bartholomei är en kräftdjursart som beskrevs av Barnard 1940. Stenetrium bartholomei ingår i släktet Stenetrium och familjen Stenetriidae. Inga underarter finns listade i Catalogue of Life.